# Coppa Libertadores 2010
La Copa Libertadores de América 2010 (ufficialmente Copa Santander Libertadores de América 2010 per ragioni di sponsorizzazione) è stata la 51ª edizione della Copa Libertadores, la maggiore competizione internazionale organizzata dalla CONMEBOL. Si è disputata dal 26 gennaio al 18 agosto 2010 e vi hanno preso parte 40 club provenienti da 11 paesi: Argentina, Bolivia, Brasile, Cile, Colombia, Ecuador, Paraguay, Perù, Uruguay, Venezuela e Messico. Il torneo è stato vinto dall'Internacional - secondo titolo nella sua storia - che ottiene così l'accesso alla Coppa del mondo per club FIFA 2010 e contenderà la Recopa Sudamericana 2011.

## Squadre qualificate
Le squadre qualificate sono in tutto quaranta: trentasette si sono qualificate grazie ai risultati ottenuti nei rispettivi campionati nazionali, ad esse si aggiungono i campioni in carica e due formazioni messicane (oltre alle tre regolarmente qualificate) invitate dagli organizzatori. Alle due squadre, Chivas Guadalajara e San Luis, è stato garantito un posto agli ottavi di finale del torneo come risarcimento per l'esclusione avvenuta nell'edizione 2009 a causa dell'epidemia di febbre suina che aveva colpito il Messico.
I sorteggi hanno avuto luogo il 27 novembre 2009.
| Nazione                               | Squadra                | Metodo di qualificazione                                                               |
| ------------------------------------- | ---------------------- | -------------------------------------------------------------------------------------- |
| Argentina 5 + 1 posti                 | Estudiantes            | Campione Copa Libertadores 2009                                                        |
| Argentina 5 + 1 posti                 | Vélez Sársfield        | Campione Clausura 2009                                                                 |
| Argentina 5 + 1 posti                 | Banfield               | Campione Apertura 2009                                                                 |
| Argentina 5 + 1 posti                 | Lanús                  | Miglior media punti tra le squadre non vincitrici del 2009 (Clausura/Apertura)         |
| Argentina 5 + 1 posti                 | Colón                  | Seconda miglior media punti tra le squadre non vincitrici del 2009 (Clausura/Apertura) |
| Argentina 5 + 1 posti                 | Newell's Old Boys      | Terza miglior media punti tra le squadre non vincitrici del 2009 (Clausura/Apertura)   |
| Bolivia 3 posti                       | Bolívar                | Campione Apertura 2009                                                                 |
| Bolivia 3 posti                       | Blooming               | Campione Clausura 2009                                                                 |
| Bolivia 3 posti                       | Real Potosí            | Vincitore Play-off 2009                                                                |
| Brasile 5 posti                       | Corinthians            | Campione Copa do Brasil 2009                                                           |
| Brasile 5 posti                       | Flamengo               | Campione Série A 2009                                                                  |
| Brasile 5 posti                       | Internacional          | Secondo posto Série A 2009                                                             |
| Brasile 5 posti                       | San Paolo              | Terzo posto Série A 2009                                                               |
| Brasile 5 posti                       | Cruzeiro               | Quarto posto Série A 2009                                                              |
| Cile 3 posti                          | Universidad de Chile   | Campione Apertura 2009                                                                 |
| Cile 3 posti                          | Colo-Colo              | Campione Clausura 2009                                                                 |
| Cile 3 posti                          | Universidad Catolica   | Miglior piazzamento tra le squadre non vincitrici Clausura 2009                        |
| Colombia 3 posti                      | Once Caldas            | Campione Copa Mustang I 2009                                                           |
| Colombia 3 posti                      | Independiente Medellín | Campione Copa Mustang II 2009                                                          |
| Colombia 3 posti                      | Junior                 | Miglior piazzamento tra le squadre non vincitrici Copa Mustang 2009                    |
| Ecuador 3 posti                       | Deportivo Quito        | Campione Serie A 2009                                                                  |
| Ecuador 3 posti                       | Deportivo Cuenca       | Secondo classificato Serie A 2009                                                      |
| Ecuador 3 posti                       | Emelec                 | Terzo classificato Serie A 2009                                                        |
| Paraguay 3 posti                      | Cerro Porteño          | Campione Apertura 2009                                                                 |
| Paraguay 3 posti                      | Nacional               | Campione Clausura 2009                                                                 |
| Paraguay 3 posti                      | Libertad               | Miglior piazzamento tra le squadre non vincitrici Primera División 2009                |
| Perù 3 posti                          | Universitario          | Campione Descentralizado 2009                                                          |
| Perù 3 posti                          | Alianza Lima           | Secondo classificato Descentralizado 2009                                              |
| Perù 3 posti                          | Juan Aurich            | Miglior piazzamento Descentralizado 2009                                               |
| Uruguay 3 posti                       | Nacional               | Campione Primera División 2008/09                                                      |
| Uruguay 3 posti                       | Cerro                  | Campione Liguilla Pre-Libertadores 2009                                                |
| Uruguay 3 posti                       | Racing                 | Vicecampione Liguilla Pre-Libertadores 2009                                            |
| Venezuela 3 posti                     | Caracas                | Campione Primera División 2008/09                                                      |
| Venezuela 3 posti                     | Deportivo Italia       | Secondo classificato Primera División 2008/09                                          |
| Venezuela 3 posti                     | Deportivo Táchira      | Miglior piazzamento Primera División 2008/09                                           |
| Messico (CONCACAF) 3 posti + 2 inviti | Morelia                | Miglior piazzamento Apertura 2009                                                      |
| Messico (CONCACAF) 3 posti + 2 inviti | Monterrey              | Campione InterLiga 2010                                                                |
| Messico (CONCACAF) 3 posti + 2 inviti | Estudiantes Tecos      | Vicecampione InterLiga 2010                                                            |
| Messico (CONCACAF) 3 posti + 2 inviti | Chivas Guadalajara     | Invito                                                                                 |
| Messico (CONCACAF) 3 posti + 2 inviti | San Luis               | Invito                                                                                 |

### Griglia delle squadre
| Ottavi di finale     | Ottavi di finale       | Ottavi di finale     | Ottavi di finale  |
| -------------------- | ---------------------- | -------------------- | ----------------- |
| Guadalajara          | San Luis               |                      |                   |
| Secondo turno        |                        |                      |                   |
| Estudiantes          | Vélez Sársfield        | Banfield             | Lanús             |
| Corinthians          | Flamengo               | Internacional        | San Paolo         |
| Bolívar              | Blooming               | Universidad de Chile | Colo-Colo         |
| Once Caldas          | Independiente Medellín | Deportivo Quito      | Deportivo Cuenca  |
| Cerro Porteño        | Nacional               | Universitario        | Alianza Lima      |
| Nacional             | Cerro                  | Caracas              | Deportivo Italia  |
| Morelia              | Monterrey              |                      |                   |
| Primo turno          |                        |                      |                   |
| Colón                | Newell's Old Boys      | Real Potosí          | Cruzeiro          |
| Universidad Católica | Junior                 | Emelec               | Libertad          |
| Juan Aurich          | Racing                 | Deportivo Táchira    | Estudiantes Tecos |

## Primo turno
Al primo turno partecipano dodici squadre, le sei vincitrici del doppio confronto (andata e ritorno) accedono al secondo turno.
| Squadra 1         | Totale          | Squadra 2            | Andata | Ritorno |
| ----------------- | --------------- | -------------------- | ------ | ------- |
| Deportivo Táchira | 2 – 3           | Libertad             | 1 – 0  | 1 – 3   |
| Juan Aurich       | 4 – 1           | Estudiantes Tecos    | 2 – 0  | 2 – 1   |
| Colón             | 5 – 5 (3-5 dcr) | Universidad Católica | 3 – 2  | 2 – 3   |
| Real Potosí       | 1 – 8           | Cruzeiro             | 1 – 1  | 0 – 7   |
| Newell's Old Boys | 1 – 2           | Emelec               | 0 – 0  | 1 – 2   |
| Junior            | 2 – 4           | Racing               | 2 – 2  | 0 – 2   |

## Secondo turno
Le squadre vengono divise in otto gruppi da quattro, ciascuna formazione deve affrontare per due volte le altre componenti del proprio gruppo. Accedono alla fase ad eliminazione diretta le otto vincitrici dei gironi e le sei migliori seconde.

### Gruppo 1
| Squadra                | P.ti | G | V | P | S | GF | GS | DR |
| ---------------------- | ---- | - | - | - | - | -- | -- | -- |
| Corinthians            | 16   | 6 | 5 | 1 | 0 | 9  | 3  | +6 |
| Racing Montevideo      | 8    | 6 | 2 | 2 | 2 | 4  | 5  | -1 |
| Independiente Medellín | 6    | 6 | 1 | 3 | 2 | 3  | 4  | -1 |
| Cerro Porteño          | 2    | 6 | 0 | 2 | 4 | 3  | 7  | -4 |

- Corinthians qualificata agli ottavi di finale.

|               | CPO   | COR   | DIM   | RAC   |
| Cerro Porteño |       | 0 - 1 | 1 - 1 | 0 - 0 |
| Corinthians   | 2 - 1 |       | 1 - 0 | 2 - 1 |
| Ind. Medellín | 1 - 0 | 1 - 1 |       | 0 - 0 |
| Racing        | 2 - 1 | 0 - 2 | 1 - 0 |       |

### Gruppo 2
| Squadra     | P.ti | G | V | P | S | GF | GS | DR |
| ----------- | ---- | - | - | - | - | -- | -- | -- |
| San Paolo   | 13   | 6 | 4 | 1 | 1 | 9  | 2  | +7 |
| Once Caldas | 11   | 6 | 3 | 2 | 1 | 8  | 5  | +3 |
| Monterrey   | 6    | 6 | 1 | 3 | 2 | 5  | 8  | -3 |
| Nacional    | 3    | 6 | 1 | 0 | 5 | 3  | 10 | -7 |

- San Paolo e   Once Caldas qualificate agli ottavi di finale.

|             | MON   | NAC   | OCA   | SPA   |
| Monterrey   |       | 2 - 1 | 2 - 2 | 0 - 0 |
| Nacional    | 2 - 0 |       | 0 - 2 | 0 - 2 |
| Once Caldas | 1 - 1 | 1 - 0 |       | 2 - 1 |
| San Paolo   | 2 - 0 | 3 - 0 | 1 - 0 |       |

### Gruppo 3
| Squadra          | P.ti | G | V | P | S | GF | GS | DR |
| ---------------- | ---- | - | - | - | - | -- | -- | -- |
| Estudiantes (LP) | 13   | 6 | 4 | 1 | 1 | 11 | 5  | +6 |
| Alianza Lima     | 12   | 6 | 4 | 0 | 2 | 12 | 7  | +5 |
| Juan Aurich      | 6    | 6 | 2 | 0 | 4 | 7  | 13 | -6 |
| Bolívar          | 4    | 6 | 1 | 1 | 4 | 3  | 8  | -5 |

- Estudiantes (LP) e   Alianza Lima qualificate agli ottavi di finale.

|              | ALI   | BOL   | EST   | JUA   |
| Alianza Lima |       | 1 - 0 | 4 - 1 | 2 - 0 |
| Bolívar      | 1 - 3 |       | 0 - 0 | 2 - 0 |
| Estudiantes  | 1 - 0 | 2 - 0 |       | 5 - 1 |
| Juan Aurich  | 2 - 1 | 2 - 0 | 0 - 2 |       |

### Gruppo 4
| Squadra       | P.ti | G | V | P | S | GF | GS | DR  |
| ------------- | ---- | - | - | - | - | -- | -- | --- |
| Libertad      | 12   | 6 | 3 | 3 | 0 | 10 | 3  | +7  |
| Universitario | 10   | 6 | 2 | 4 | 0 | 5  | 2  | +3  |
| Lanús         | 8    | 6 | 2 | 2 | 2 | 6  | 6  | 0   |
| Blooming      | 1    | 6 | 0 | 1 | 5 | 3  | 8  | -10 |

- Libertad e   Universitario qualificate agli ottavi di finale.

|               | BLO   | LAN   | UNI   | LIB   |
| Blooming      |       | 1 - 4 | 1 - 2 | 1 - 2 |
| Lanús         | 1 - 0 |       | 0 - 0 | 0 - 2 |
| Universitario | 0 - 0 | 2 - 0 |       | 0 - 0 |
| Libertad      | 4 - 0 | 1 - 1 | 1 - 1 |       |

### Gruppo 5
| Squadra         | P.ti | G | V | P | S | GF | GS | DR |
| --------------- | ---- | - | - | - | - | -- | -- | -- |
| Internacional   | 12   | 6 | 3 | 3 | 0 | 8  | 2  | +6 |
| Deportivo Quito | 10   | 6 | 3 | 1 | 2 | 5  | 7  | -2 |
| Cerro           | 8    | 6 | 2 | 2 | 2 | 5  | 5  | 0  |
| Emelec          | 2    | 6 | 0 | 2 | 4 | 2  | 6  | -4 |

- Internacional qualificata agli ottavi di finale.

|                 | CER   | QUI   | INT   | EME   |
| Cerro           |       | 2 - 0 | 0 - 0 | 0 - 0 |
| Deportivo Quito | 2 - 1 |       | 1 - 1 | 1 - 0 |
| Internacional   | 2 - 0 | 3 - 0 |       | 2 - 1 |
| Emelec          | 1 - 2 | 0 - 1 | 0 - 0 |       |

### Gruppo 6
| Squadra          | P.ti | G | V | P | S | GF | GS | DR |
| ---------------- | ---- | - | - | - | - | -- | -- | -- |
| Nacional         | 12   | 6 | 3 | 3 | 0 | 9  | 4  | +5 |
| Banfield         | 11   | 6 | 3 | 2 | 1 | 13 | 8  | +5 |
| Monarcas Morelia | 5    | 6 | 1 | 2 | 3 | 4  | 8  | -4 |
| Deportivo Cuenca | 4    | 6 | 1 | 1 | 4 | 7  | 13 | -6 |

- Nacional e   Banfield qualificate agli ottavi di finale.

|                  | BAN   | CUE   | MOR   | NAC   |
| Banfield         |       | 4 - 1 | 2 - 1 | 0 - 2 |
| Deportivo Cuenca | 1 - 4 |       | 2 - 0 | 0 - 0 |
| Morelia          | 1 - 1 | 2 - 1 |       | 0 - 0 |
| Nacional         | 2 - 2 | 3 - 2 | 2 - 0 |       |

### Gruppo 7
| Squadra          | P.ti | G | V | P | S | GF | GS | DR |
| ---------------- | ---- | - | - | - | - | -- | -- | -- |
| Vélez Sarsfield  | 13   | 6 | 4 | 1 | 1 | 10 | 5  | +5 |
| Cruzeiro         | 11   | 6 | 3 | 2 | 1 | 12 | 6  | +6 |
| Colo-Colo        | 8    | 6 | 2 | 2 | 2 | 8  | 10 | -2 |
| Deportivo Italia | 1    | 6 | 0 | 1 | 5 | 4  | 13 | -9 |

- Vélez Sarsfield e   Cruzeiro qualificate agli ottavi di finale.

|                  | C-C   | ITA   | VÉL   | CRU   |
| Colo-Colo        |       | 1 - 0 | 1 - 1 | 0 - 0 |
| Deportivo Italia | 2 - 3 |       | 0 - 1 | 2 - 2 |
| Vélez Sársfield  | 2 - 1 | 4 - 0 |       | 2 - 0 |
| Cruzeiro         | 4 - 1 | 2 - 0 | 2 - 2 |       |

### Gruppo 8
| Squadra              | P.ti | G | V | P | S | GF | GS | DR |
| -------------------- | ---- | - | - | - | - | -- | -- | -- |
| Universidad de Chile | 12   | 6 | 3 | 3 | 0 | 10 | 6  | +4 |
| Flamengo             | 10   | 6 | 3 | 1 | 2 | 11 | 9  | +2 |
| Universidad Católica | 7    | 6 | 1 | 4 | 1 | 5  | 5  | 0  |
| Caracas              | 2    | 6 | 0 | 2 | 4 | 5  | 11 | -6 |

- Universidad de Chile e   Flamengo qualificate agli ottavi di finale.

|                | CAR   | FLA   | UCH   | UCA   |
| Caracas        |       | 1 - 3 | 1 - 3 | 0 - 0 |
| Flamengo       | 3 - 2 |       | 2 - 2 | 2 - 0 |
| Universidad    | 1 - 0 | 2 - 1 |       | 0 - 0 |
| Univ. Católica | 1 - 1 | 2 - 0 | 2 - 2 |       |

### Tabella delle squadre seconde classificate
| Gruppo | Squadra         | PG | W | N | P | GF | GS | DR | Pt |
| ------ | --------------- | -- | - | - | - | -- | -- | -- | -- |
| 3      | Alianza Lima    | 6  | 4 | 0 | 2 | 12 | 7  | +5 | 12 |
| 7      | Cruzeiro        | 6  | 3 | 2 | 1 | 12 | 6  | +6 | 11 |
| 6      | Banfield        | 6  | 3 | 2 | 1 | 13 | 8  | +5 | 11 |
| 2      | Once Caldas     | 6  | 3 | 2 | 1 | 8  | 5  | +3 | 11 |
| 4      | Universitario   | 6  | 2 | 4 | 0 | 5  | 2  | +3 | 10 |
| 8      | Flamengo        | 6  | 3 | 1 | 2 | 11 | 9  | +2 | 10 |
| 5      | Deportivo Quito | 6  | 3 | 1 | 2 | 5  | 7  | -2 | 10 |
| 1      | Racing          | 6  | 2 | 2 | 2 | 4  | 5  | -1 | 8  |

## Fase ad eliminazione diretta
Le ultime fasi del torneo si svolgono con la formula dell'eliminazione diretta con gare di andata e ritorno. Oltre alle quattordici squadre qualificate tramite i gironi, accedono al tabellone finale anche le due squadre messicane invitate dagli organizzatori.

### Riepilogo
Le sedici squadre ammesse agli ottavi vengono accoppiate sulla base dei risultati ottenuti durante la fase a gironi. Le otto squadre vincitrici ottengono i primi otto posti (in base ai punti ottenuti), le seconde qualificate e le due invitate i restanti otto. Le due messicane vengono collocate al posto 13 e 14 d'ufficio (risultato ottenuto nella scorsa edizione prima dell'esclusione dal torneo) mentre le altre vengono ordinate in base ai punti ottenuti nella fase precedente.
| Posto | Squadra              | Pt          | DR          | GS          | GST         |
| ----- | -------------------- | ----------- | ----------- | ----------- | ----------- |
| 1     | Corinthians          | 16          | +6          | 9           | 4           |
| 2     | San Paolo            | 13          | +7          | 9           | 4           |
| 3     | Estudiantes          | 13          | +6          | 11          | 3           |
| 4     | Vélez Sársfield      | 13          | +5          | 10          | 2           |
| 5     | Libertad             | 12          | +7          | 10          | 4           |
| 6     | Internacional        | 12          | +6          | 8           | 1           |
| 7     | Nacional             | 12          | +5          | 9           | 2           |
| 8     | Universidad de Chile | 12          | +4          | 10          | 7           |
| 9     | Alianza Lima         | 12          | +5          | 12          | 7           |
| 10    | Cruzeiro             | 11          | +6          | 12          | 3           |
| 11    | Banfield             | 11          | +5          | 13          | 7           |
| 12    | Once Caldas          | 11          | +3          | 8           | 4           |
| 13    | Guadalajara          | Guadalajara | Guadalajara | Guadalajara | Guadalajara |
| 14    | San Luis             | San Luis    | San Luis    | San Luis    | San Luis    |
| 15    | Universitario        | 10          | +3          | 5           | 3           |
| 16    | Flamengo             | 10          | +2          | 11          | 4           |

| Legenda | Legenda                                                |
| ------- | ------------------------------------------------------ |
|         | Squadre qualificate come vincitrici del proprio gruppo |
|         | Squadre qualificate come seconde del proprio gruppo    |

- Discriminanti per l'ordinamento (basate sui risultati del Secondo Turno): 1° punti (Pt); 2° differenza reti (DR); 3° reti segnate (GS); 4° reti segnate in trasferta (GST).

### Tabellone
|  | Ottavi | Ottavi              | Ottavi | Ottavi |                    |             | Quarti | Quarti | Quarti |  |                    | Semifinali | Semifinali | Semifinali |  |             | Finale | Finale | Finale |
|  |        |                     |        |        |                    |             |        |        |        |  |                    |            |            |            |  |             |        |        |        |
|  | 1      | Corinthians         | 0      | 2      |                    |             |        |        |        |  |                    |            |            |            |  |             |        |        |        |
|  | 16     | Flamengo (gt)       | 1      | 1      |                    |             |        |        |        |  |                    |            |            |            |  |             |        |        |        |
|  | 16     | Flamengo (gt)       | 1      | 1      |                    | Flamengo    | 2      | 2      |        |  |                    |            |            |            |  |             |        |        |        |
|  |        |                     |        |        |                    | Flamengo    | 2      | 2      |        |  |                    |            |            |            |  |             |        |        |        |
|  |        | Univ. de Chile (gt) | 3      | 1      |                    |             |        |        |        |  |                    |            |            |            |  |             |        |        |        |
|  | 8      | Univ. de Chile (gt) | 3      | 1      | Univ. de Chile     | 1           | 2      |        |        |  |                    |            |            |            |  |             |        |        |        |
|  | 8      |                     |        |        | Univ. de Chile     | 1           | 2      |        |        |  |                    |            |            |            |  |             |        |        |        |
|  | 9      | Alianza Lima        | 0      | 2      |                    |             |        |        |        |  |                    |            |            |            |  |             |        |        |        |
|  | 9      | Alianza Lima        | 0      | 2      |                    |             |        |        |        |  | Univ. de Chile     | 1          | 0          |            |  |             |        |        |        |
|  |        |                     |        |        |                    |             |        |        |        |  | Univ. de Chile     | 1          | 0          |            |  |             |        |        |        |
|  |        | Guadalajara         | 1      | 2      |                    |             |        |        |        |  |                    |            |            |            |  |             |        |        |        |
|  | 5      | Guadalajara         | 1      | 2      | Libertad           | 0           | 2      |        |        |  |                    |            |            |            |  |             |        |        |        |
|  | 5      |                     |        |        | Libertad           | 0           | 2      |        |        |  |                    |            |            |            |  |             |        |        |        |
|  | 12     | Once Caldas         | 0      | 1      |                    |             |        |        |        |  |                    |            |            |            |  |             |        |        |        |
|  | 12     | Once Caldas         | 0      | 1      |                    | Libertad    | 0      | 2      |        |  |                    |            |            |            |  |             |        |        |        |
|  |        |                     |        |        |                    | Libertad    | 0      | 2      |        |  |                    |            |            |            |  |             |        |        |        |
|  |        | Guadalajara         | 3      | 0      |                    |             |        |        |        |  |                    |            |            |            |  |             |        |        |        |
|  | 4      | Guadalajara         | 3      | 0      | Vélez Sársfield    | 0           | 2      |        |        |  |                    |            |            |            |  |             |        |        |        |
|  | 4      |                     |        |        | Vélez Sársfield    | 0           | 2      |        |        |  |                    |            |            |            |  |             |        |        |        |
|  | 13     | Guadalajara         | 3      | 0      |                    |             |        |        |        |  |                    |            |            |            |  |             |        |        |        |
|  | 13     | Guadalajara         | 3      | 0      |                    |             |        |        |        |  |                    |            |            |            |  | Guadalajara | 1      | 2      |        |
|  |        |                     |        |        |                    |             |        |        |        |  |                    |            |            |            |  | Guadalajara | 1      | 2      |        |
|  |        | Internacional       | 2      | 3      |                    |             |        |        |        |  |                    |            |            |            |  |             |        |        |        |
|  | 3      | Internacional       | 2      | 3      | Estudiantes        | 1           | 3      |        |        |  |                    |            |            |            |  |             |        |        |        |
|  | 3      |                     |        |        | Estudiantes        | 1           | 3      |        |        |  |                    |            |            |            |  |             |        |        |        |
|  | 14     | San Luis            | 0      | 1      |                    |             |        |        |        |  |                    |            |            |            |  |             |        |        |        |
|  | 14     | San Luis            | 0      | 1      |                    | Estudiantes | 0      | 2      |        |  |                    |            |            |            |  |             |        |        |        |
|  |        |                     |        |        |                    | Estudiantes | 0      | 2      |        |  |                    |            |            |            |  |             |        |        |        |
|  |        | Internacional (gt)  | 1      | 1      |                    |             |        |        |        |  |                    |            |            |            |  |             |        |        |        |
|  | 6      | Internacional (gt)  | 1      | 1      | Internacional (gt) | 1           | 2      |        |        |  |                    |            |            |            |  |             |        |        |        |
|  | 6      |                     |        |        | Internacional (gt) | 1           | 2      |        |        |  |                    |            |            |            |  |             |        |        |        |
|  | 11     | Banfield            | 3      | 0      |                    |             |        |        |        |  |                    |            |            |            |  |             |        |        |        |
|  | 11     | Banfield            | 3      | 0      |                    |             |        |        |        |  | Internacional (gt) | 1          | 1          |            |  |             |        |        |        |
|  |        |                     |        |        |                    |             |        |        |        |  | Internacional (gt) | 1          | 1          |            |  |             |        |        |        |
|  |        | San Paolo           | 0      | 2      |                    |             |        |        |        |  |                    |            |            |            |  |             |        |        |        |
|  | 7      | San Paolo           | 0      | 2      | Nacional           | 1           | 0      |        |        |  |                    |            |            |            |  |             |        |        |        |
|  | 7      |                     |        |        | Nacional           | 1           | 0      |        |        |  |                    |            |            |            |  |             |        |        |        |
|  | 10     | Cruzeiro            | 3      | 3      |                    |             |        |        |        |  |                    |            |            |            |  |             |        |        |        |
|  | 10     | Cruzeiro            | 3      | 3      |                    | Cruzeiro    | 0      | 0      |        |  |                    |            |            |            |  |             |        |        |        |
|  |        |                     |        |        |                    | Cruzeiro    | 0      | 0      |        |  |                    |            |            |            |  |             |        |        |        |
|  |        | San Paolo           | 2      | 2      |                    |             |        |        |        |  |                    |            |            |            |  |             |        |        |        |
|  | 2      | San Paolo           | 2      | 2      | San Paolo (R)      | 0           | 0      |        |        |  |                    |            |            |            |  |             |        |        |        |
|  | 2      |                     |        |        | San Paolo (R)      | 0           | 0      |        |        |  |                    |            |            |            |  |             |        |        |        |
|  | 15     | Universitario       | 0      | 0      |                    |             |        |        |        |  |                    |            |            |            |  |             |        |        |        |

### Ottavi di finale
| Squadra 1     | Totale     | Squadra 2            | Andata | Ritorno         |
| ------------- | ---------- | -------------------- | ------ | --------------- |
| Flamengo      | (gt) 2 – 2 | Corinthians          | 1 - 0  | 1 - 2           |
| Universitario | 0 – 0      | San Paolo            | 0 - 0  | 0 - 0 1-3 (dcr) |
| San Luis      | 1 – 4      | Estudiantes          | 0 - 1  | 1 - 3           |
| Guadalajara   | 3 – 2      | Vélez Sársfield      | 3 - 0  | 0 - 2           |
| Once Caldas   | 1 – 2      | Libertad             | 0 - 0  | 1 - 2           |
| Banfield      | 3 – 3 (gt) | Internacional        | 3 - 1  | 0 - 2           |
| Cruzeiro      | 6 – 1      | Nacional             | 3 - 1  | 3 - 0           |
| Alianza Lima  | 2 – 3      | Universidad de Chile | 0 - 1  | 2 - 2           |

### Quarti di finale
| Squadra 1     | Totale     | Squadra 2            | Andata | Ritorno |
| ------------- | ---------- | -------------------- | ------ | ------- |
| Flamengo      | 4 – 4 (gt) | Universidad de Chile | 2 - 3  | 2 - 1   |
| Guadalajara   | 3 – 2      | Libertad             | 3 - 0  | 0 - 2   |
| Internacional | (gt) 2 – 2 | Estudiantes          | 1 - 0  | 1 - 2   |
| Cruzeiro      | 0 – 4      | San Paolo            | 0 - 2  | 0 - 2   |

#### Andata
| Arbitro: | Pablo Pozo |

|                          |           |  |
| Bravo 9’ 80’ Vázquez 30’ | Marcatori |  |

| Arbitro: | Carlos Amarilla |

|                      |           |                                       |
| Adriano 33’ Juan 88’ | Marcatori | 4’ Victorino 24’ Olarra 47’ Fernández |

| Arbitro: | Óscar Ruiz |

|  |           |                            |
|  | Marcatori | 23’ Dagoberto 65’ Hernanes |

| Arbitro: | Roberto Silvera |

|             |           |  |
| Sorondo 88’ | Marcatori |  |

#### Ritorno
| Arbitro: | Héctor Baldassi |

|                      |           |  |
| Román 20’ Maciel 68’ | Marcatori |  |

| Arbitro: | Jorge Larrionda |

|                            |           |  |
| Hernanes 23’ Dagoberto 53’ | Marcatori |  |

| Arbitro: | Roberto Silvera |

|              |           |                             |
| Montillo 73’ | Marcatori | 45’ Vágner Love 78’ Adriano |

| Arbitro: | Óscar Ruiz |

|                        |           |              |
| González 19’ Perez 21’ | Marcatori | 88’ Giuliano |

### Semifinali
| Squadra 1     | Totale     | Squadra 2            | Andata | Ritorno |
| ------------- | ---------- | -------------------- | ------ | ------- |
| Guadalajara   | 3 - 1      | Universidad de Chile | 1 - 1  | 2 - 0   |
| Internacional | (gt) 2 - 2 | San Paolo            | 1 - 0  | 1 - 2   |

### Finali

#### Andata
| Arbitro: | Héctor Baldassi |

|              |           |                          |
| Bautista 45’ | Marcatori | 73’ Giuliano 76’ Bolívar |

#### Ritorno
| Arbitro: | Óscar Ruiz |

|                                           |           |                        |
| Sóbis 61’ Leandro Damião 76’ Giuliano 89’ | Marcatori | 43’ Fabián 90+3’ Bravo |

## Classifica marcatori
| Pos. | Giocatore             | Squadra              | 1T (a) | 1T (r) | 2T (1) | 2T (2) | 2T (3) | 2T (4) | 2T (5) | 2T (6) | Ot (a) | Ot (r) | Qf (a) | Qf (r) | Sf (a) | Sf (r) | Fin (a) | Fin (r) | TOT |
| ---- | --------------------- | -------------------- | ------ | ------ | ------ | ------ | ------ | ------ | ------ | ------ | ------ | ------ | ------ | ------ | ------ | ------ | ------- | ------- | --- |
| 1    | Thiago Ribeiro        | Cruzeiro             | -      | 1      | -      | 1      | -      | -      | 1      | 1      | 3      | 1      | -      | -      |        |        |         |         | 8   |
| 2    | Kléber                | Cruzeiro             | -      | 1      | -      | 2      | 2      | -      | 2      | -      | -      | -      | -      | -      |        |        |         |         | 7   |
| 2    | José Carlos Fernández | Alianza Lima         |        |        | 2      | 1      | 1      | -      | 1      | -      | -      | 2      |        |        |        |        |         |         | 7   |
| 4    | Luis Tejada           | Juan Aurich          | 2      | 1      | 1      | 1      | -      | 1      | -      | -      |        |        |        |        |        |        |         |         | 6   |
| 4    | Giuliano              | Internacional        |        |        | -      | 1      | -      | -      | -      | 1      | -      | -      | -      | 1      | 1      | -      | 1       | 1       | 6   |
| 6    | Omar Bravo            | Guadalajara          |        |        |        |        |        |        |        |        | 2      | -      | 2      | -      | -      | -      | -       | 1       | 5   |
| 6    | Washington            | San Paolo            |        |        | 2      | -      | 2      | 1      | -      | -      | -      | -      | -      | -      | -      | -      |         |         | 5   |
| 6    | Rodolfo Gamarra       | Libertad             | -      | 1      | 1      | 2      | -      | -      | -      | 1      | -      | -      | -      | -      |        |        |         |         | 5   |
| 6    | James Rodríguez       | Banfield             |        |        | 1      | 1      | 2      | -      | -      | -      | 1      | -      |        |        |        |        |         |         | 5   |
| 6    | Mario Regueiro        | Nacional             |        |        | 2      | -      | 1      | -      | -      | 1      | 1      | -      |        |        |        |        |         |         | 5   |
| 11   | Alecsandro            | Internacional        |        |        | 1      | -      | -      | 1      | -      | -      | -      | 1      | -      | -      | -      | 1      | -       | -       | 4   |
| 11   | Mauro Boselli         | Estudiantes          |        |        | 3      | -      | -      | 1      | -      | -      | -      | -      | -      | -      |        |        |         |         | 4   |
| 11   | Leandro González      | Estudiantes          |        |        | 1      | -      | -      | -      | -      | -      | 1      | 1      | -      | 1      |        |        |         |         | 4   |
| 11   | Juan José Morales     | Universidad Católica | 2      | 1      | -      | -      | -      | 1      | -      | -      |        |        |        |        |        |        |         |         | 4   |
| 11   | Hernán Rodrigo López  | Vélez Sársfield      |        |        | -      | 1      | -      | 1      | -      | 2      | -      | -      |        |        |        |        |         |         | 4   |
| 11   | Santiago Silva        | Vélez Sársfield      |        |        | 1      | -      | 1      | 1      | -      | -      | -      | 1      |        |        |        |        |         |         | 4   |

Legenda: 1T = Primo turno, 2T = Secondo turno, Ot = Ottavi di finale, Qf = Quarti di finale, Sf = Semifinale, Fin = Finale, Tot = Totale, a = Andata, r = Ritorno.